# Trenčín (region)
 For alternative betydninger, se Trenčín. (Se også artikler, som begynder med Trenčín)
Trenčín (slovakisk: Trenčiansky kraj) er en af de otte slovakiske administrative regioner. Den består af 9 distrikter (okresy). Det 9 distrikter i regionen er: Bánovce nad Bebravou, Ilava, Myjava, Nové Mesto nad Váhom, Partizánske, Považská Bystrica, Prievidza, Púchov og Trenčín. Det højeste punkt i regionen hedder Vtáčnik og er 342 meter højt,l mens det laveste hedder Horná Streda og er 195 meter højt. Tidszonen i regionen er CET (UTC+1), og CEST (UTC+2) når det er sommertid.

## Geografi
Regionen er lokaliseret i det nord-vestlige Slovakiet, har et areal på 4,502 km² og en befolkning på 600,386 (2005). Danubian Lowland går gennem regionen, samt Nové Mesto nad Váhom og Partizánske-områderne. Der er flere bjergkæder i regionen: en lille del af Lillekarpatarne i syd-vest, Det Hvide Karpater i nord-vest, Javorníky i nord, Strážovské vrchy-bjergene i centrum, Považský Inovec i syd, Vtáčnik i syd-øst og Žiar i øst. Små dele af Lesser Fatra og Kremnické vrchy-bjergene strækker sig også i regionen. Større floder er Váh i den vestlige del af regionen, som har dannet det såkaldte Váh Basin og Nitra i syd-øst og øst, og skabte også Upper Nitra Basin. Myjava springer ud i den vestlige del af regionen, men løber også i regionen Trnava. Regionen grænser op til Žilina i nord-øst og øst, Banská Bystrica i syd-øst, Nitra i syd, Trnava i syd og syd-vest, Tjekkiet og Sydmähren i vest og Zlín i nord-vest og nord.

## Demografi
Befolkningstætheden er på 214 indbyggere pr. km², hvilket er mere end slovakiets gennemsnit (110 pr. km²), og det andet højeste efter Bratislava. Det største byer er Trenčín, Prievidza, Považská Bystrica, Dubnica nad Váhom and Partizánske. Ifølge folketællingen fra 2001, havde regionen 605,583 indbyggere, hvoraf at slovakkere danner et relativt stort homogent flertal (97.3%), med et lille mindretal af tjekkere (1%) samt andre.

## Distrikter
- Bánovce nad Bebravou
- Ilava
- Myjava
- Nové Mesto nad Váhom
- Partizánske
- Považská Bystrica
- Prievidza
- Púchov
- Trenčín

## Kommuner i byen
Der er 274 kommuner (obce), herunder 18 byer (med fed), hvor omkring 58% af regionen's befolkning bor.
- Adamovské Kochanovce
- Bánovce nad Bebravou
- Beckov
- Beluša
- Bobot
- Bodiná
- Bohunice
- Bojnice
- Bolešov
- Borčany
- Borčice
- Bošáca
- Bošany
- Brestovec
- Brezolupy
- Brezová pod Bradlom
- Brodzany
- Brunovce
- Brvnište
- Bukovec
- Bystričany
- Bzince pod Javorinou
- Cigeľ
- Cimenná
- Čachtice
- Častkovce
- Čavoj
- Čelkova Lehota
- Čereňany
- Červený Kameň
- Čierna Lehota
- Dežerice
- Diviacka Nová Ves
- Diviaky nad Nitricou
- Dlžín
- Dohňany
- Dolná Breznica
- Dolná Mariková
- Dolná Poruba
- Dolná Súča
- Dolné Kočkovce
- Dolné Naštice
- Dolné Srnie
- Dolné Vestenice
- Dolný Lieskov
- Domaniža
- Drietoma
- Dubnica nad Váhom
- Dubnička
- Dubodiel
- Dulov
- Ďurďové
- Dvorec
- Haláčovce
- Haluzice
- Handlová
- Hatné
- Horná Breznica
- Horná Mariková
- Horná Poruba
- Horná Streda
- Horná Súča
- Horná Ves
- Horňany
- Horné Naštice
- Horné Srnie
- Horné Vestenice
- Horný Lieskov
- Horovce
- Hôrka nad Váhom
- Hrabovka
- Hradište
- Hrádok
- Hrachovište
- Hrašné
- Chocholná-Velčice
- Chrenovec-Brusno
- Chudá Lehota
- Chvojnica
- Chvojnica
- Chynorany
- Ilava
- Ivanovce
- Jablonka
- Jalovec
- Jasenica
- Ješkova Ves
- Kalnica
- Kamenec pod Vtáčnikom
- Kameničany
- Kanianka
- Kľačno

- Klátova Nová Ves
- Klieština
- Kocurany
- Kočovce
- Kolačno
- Kostolec
- Kostolná Ves
- Kostolná-Záriečie
- Kostolné
- Koš
- Košariská
- Košeca
- Košecké Podhradie
- Krajné
- Krásna Ves
- Krásno
- Krivoklát
- Krivosúd-Bodovka
- Kšinná
- Kvašov
- Ladce
- Lazany
- Lazy pod Makytou
- Lednica
- Lednické Rovne
- Lehota pod Vtáčnikom
- Libichava
- Liešťany
- Lipník
- Livina
- Livinské Opatovce
- Lubina
- Lúka
- Lúky
- Ľutov
- Lysá pod Makytou
- Malá Čausa
- Malá Hradná
- Malé Hoste
- Malé Kršteňany
- Malé Lednice
- Malé Uherce
- Malinová
- Melčice-Lieskové
- Mestečko
- Miezgovce
- Mikušovce
- Mníchova Lehota
- Modrová
- Modrovka
- Mojtín
- Moravské Lieskové
- Motešice
- Myjava
- Nadlice
- Nedanovce
- Nedašovce
- Nedožery-Brezany
- Nemšová
- Neporadza
- Nevidzany
- Nimnica
- Nitrianske Pravno
- Nitrianske Rudno
- Nitrianske Sučany
- Nitrica
- Nová Bošáca
- Nová Dubnica
- Nová Lehota
- Nová Ves nad Váhom
- Nováky
- Nové Mesto nad Váhom
- Očkov
- Omastiná
- Omšenie
- Opatovce nad Nitrou
- Opatovce
- Oslany
- Ostratice
- Otrhánky
- Papradno
- Partizánske
- Pažiť
- Pečeňany
- Petrova Lehota
- Plevník-Drienové
- Pobedim
- Počarová
- Podhradie
- Podkylava
- Podlužany
- Podolie

- Podskalie
- Pochabany
- Polianka
- Poluvsie
- Poriadie
- Poruba
- Potvorice
- Považany
- Považská Bystrica
- Pravenec
- Pravotice
- Prečín
- Priepasné
- Prievidza
- Pruské
- Prusy
- Pružina
- Púchov
- Radobica
- Ráztočno
- Rudnianska Lehota
- Rudník
- Ruskovce
- Rybany
- Sádočné
- Sebedražie
- Seč
- Sedmerovec
- Selec
- Skačany
- Skalka nad Váhom
- Slatina nad Bebravou
- Slatinka nad Bebravou
- Slavnica
- Slopná
- Soblahov
- Stará Lehota
- Stará Myjava
- Stará Turá
- Streženice
- Stupné
- Sverepec
- Svinná
- Šípkov
- Šišov
- Štvrtok
- Šutovce
- Temeš
- Timoradza
- Trebichava
- Trenčianska Teplá
- Trenčianska Turná
- Trenčianske Bohuslavice
- Trenčianske Jastrabie
- Trenčianske Mitice
- Trenčianske Stankovce
- Trenčianske Teplice
- Trenčín
- Tuchyňa
- Turčianky
- Tužina
- Udiča
- Uhrovec
- Uhrovské Podhradie
- Vaďovce
- Valaská Belá
- Veľká Čausa
- Veľká Hradná
- Veľké Bierovce
- Veľké Držkovce
- Veľké Hoste
- Veľké Chlievany
- Veľké Kršteňany
- Veľké Uherce
- Veľký Klíž
- Visolaje
- Višňové
- Vrbovce
- Vrchteplá
- Vršatské Podhradie
- Vydrná
- Vysočany
- Zamarovce
- Záriečie
- Záskalie
- Zemianske Podhradie
- Zemianske Kostoľany
- Zlatníky
- Zliechov
- Zubák
- Žabokreky nad Nitrou
- Žitná-Radiša